# Codariocalyx motorius
Codariocalyx motorius – gatunek rośliny wieloletniej pochodzący z tropikalnej Azji. Ma zdolność poruszania liśćmi pionowo lub zataczania nimi kół, dlatego roślina ta jest nazywana w Indiach (skąd pochodzi) „rośliną telegraf” – listki wydają się przekazywać sobie nawzajem wiadomości. Liście poruszają się pod wpływem światła, dotyku i temperatury, a także dźwięku (np. głośnego śpiewu). Młode rośliny są szczególnie wrażliwe więc jak tylko nasiona wykiełkują, zobaczyć można ruch liści. Roślina dorasta do 1-2 metrów wysokości i kwitnie na fioletowo.
Prawdopodobną przyczyną ruchów liści jest ochrona przed intensywnym światłem i utratą wody. Naukowcy tłumaczą to istnieniem gąbczastych organów na spodzie ogonków liściowych. Na skutek przepływu jonów “pociągających” za sobą cząsteczki wody, organy ruchowe cyklicznie się kurczą i pęcznieją, dzięki czemu liście poruszają się.

## Taksonomia
Synonimy:
- Codariocalyx gyrans (L.f.) Hassk.
- Codariocalyx motorius var. glaber X.Y.Zhu & Y.F.Du
- Codariocalyx motorius var. roylei (Wight & Arn.) Ohashi
- Desmodium gyrans (L.f.) DC.
- Desmodium motorium (Houtt.) Merr.
- Desmodium roylei Wight & Arn.
- Hedysarum gyrans L.f.
- Hedysarum motorium Houtt.
- Hedysarum saliens Salisb.
- Meibomia gyrans (L.f.) Kuntze
- Pseudarthria gyrans (L.f.) Hassk.